# Hoessein (imam)

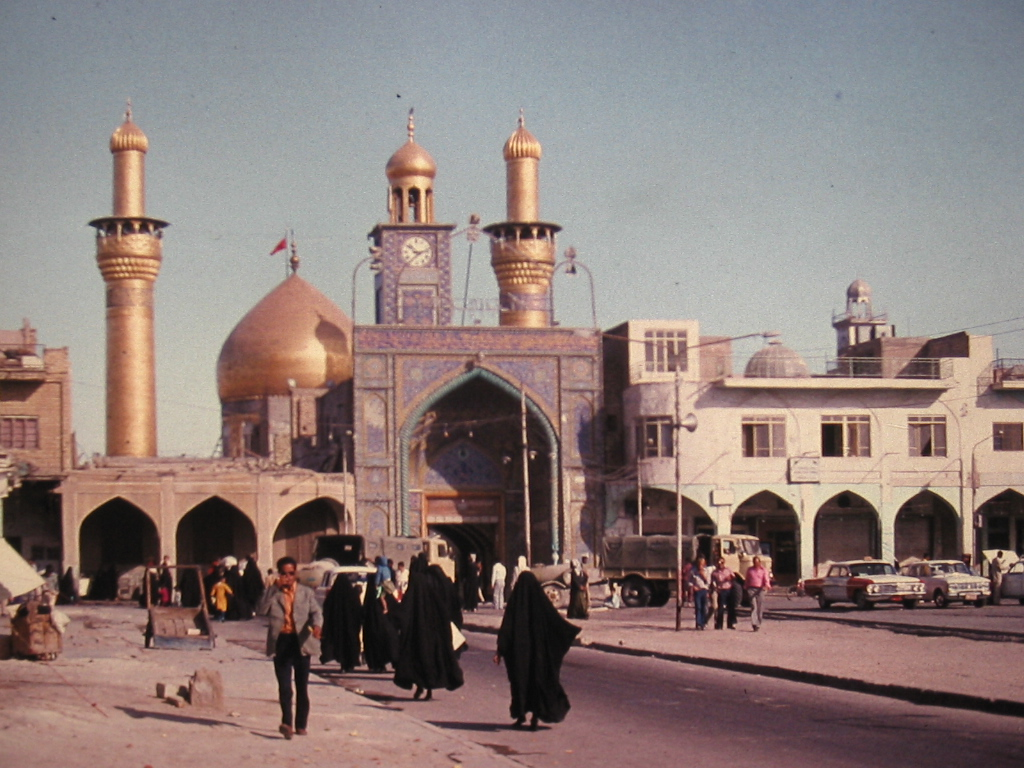
Hoessein is begraven in de Imam Hoesseinmoskee in Karbala

'Hoessein of Hoessein ibn 'Alī ibn Abī Tālib ibn 'Abd al-Muttalib ibn Hāshim ibn 'Abd Manaf (627-680/ 3 sha'abaan 4 AH-10 muharram 61 AH) was de kleinzoon van Mohammed en de zoon van Ali ibn Aboe Talib (de neef van Mohammed) en Fatima Zahra (de dochter van Mohammed). Hij was tevens de derde imam van de Twaalf Imams, na zijn vader en zijn broer Hassan. Hoessein is een belangrijk figuur in de islam, omdat hij deel uitmaakt van Ahl al-Bayt (Mensen van het Huis van Mohammed) en Ahlel Kisa, ook omdat hij een sjiitische imam is en een van de 14 Onfeilbaren van de twaalvers.
Hoessein ibn Ali wordt binnen de sjiitische islam vereerd als een martelaar die tegen de tirannie heeft gevochten, omdat hij weigerde om de soennitische kalief van de Omajjaden, Yazid I, als kalief te erkennen. Hij trok zich daarom terug tegen de Omajjaden in de buurt van de stad Karbala. Hoessein kwam hierbij om het leven door onthoofding tijdens de Slag bij Karbala in 680 (61 AH) door Shimr Ibn Thil-Jawshan, het begin van de Tweede Fitna. Deze slag wordt elk jaar herdacht tijdens Asjoera ("tiende" dag van Muharram). Het is een dag van verdriet en godsdienstige plechtigheid voor de sjiitische moslims.
Zijn graf bevindt zich in Karbala in de Imam Hoesseinmoskee. De moskee trekt elk jaar miljoenen pelgrims. Het hoofd werd naar Damascus gebracht, waar het aan de kalief werd getoond. Binnen de Grote moskee van Damascus is er een heiligdom (alleen toegankelijk via het binnenhof) waar in een schrijn het hoofd van Hoessein bewaard zou zijn. Talrijke sjiitische pelgrims komen hier deze relikwie vereren. In Caïro beweert men echter dat het hoofd van Hoessein daar in de moskee van Sayyidna al Hussein aanwezig is. Maar daar zijn geen bewijzen van te vinden.